# 巴洛尔
巴洛尔，是西班牙安达卢西亚自治区格拉纳达省的一个市镇。总面积59平方公里，
2001年普查人口總數為880人，人口密度為每平方公里15人。